# Élections municipales de 2021 à Graz
Les élections municipales de 2021 à Graz ont lieu le 26 septembre 2021 afin d'élire les conseillers communaux de la ville de Graz.
Le Parti communiste remporte une victoire majeure et devient le premier parti de la ville. Les écologistes sont en hausse tandis que le Parti populaire autrichien est en lourde baisse et que le FPÖ chute lui aussi.

## Résultats
|                        |                                                        |         |       |       |        |               |  |  |
| Partis                 | Partis                                                 | Voix    | %     | +/-   | Sièges | +/-           |  |  |
|                        | Parti communiste d'Autriche (KPÖ)                      | 34 283  | 28,84 | 8,50  | 15     | 5             |  |  |
|                        | Parti populaire autrichien (ÖVP)                       | 30 797  | 25,91 | 11,88 | 13     | 6             |  |  |
|                        | Les Verts - L'Alternative verte (Grünen)               | 20 593  | 17,32 | 6,81  | 9      | 4             |  |  |
|                        | Parti de la liberté d'Autriche (FPÖ)                   | 12 612  | 10,61 | 5,25  | 5      | 3             |  |  |
|                        | Parti social-démocrate d'Autriche (SPÖ)                | 11 325  | 9,53  | 0,52  | 4      | 1             |  |  |
|                        | NEOS - La nouvelle Autriche et le Forum libéral (NEOS) | 6 447   | 5,42  | 1,48  | 2      | 1             |  |  |
|                        | La Base (BASIS)                                        | 1 025   | 0,86  | Nv.   | 0      | en stagnation |  |  |
|                        | Parti pirate (PIRAT)                                   | 468     | 0,39  | 0,70  | 0      | en stagnation |  |  |
|                        | Responsabilité pour la Terre (ERDE)                    | 429     | 0,36  | Nv.   | 0      | en stagnation |  |  |
|                        | Team HC Strache - Alliance pour l'Autriche (HC)        | 296     | 0,25  | Nv.   | 0      | en stagnation |  |  |
|                        | Autres partis                                          | 607     | 0,51  | -     | 0      | -             |  |  |
|                        |                                                        |         |       |       |        |               |  |  |
| Votes valides          | Votes valides                                          | 118 882 | 98,50 |       |        |               |  |  |
| Votes blancs et nuls   | Votes blancs et nuls                                   | 1 807   | 1,50  |       |        |               |  |  |
| Total                  | Total                                                  | 120 689 | 100   | -     | 48     | en stagnation |  |  |
| Abstentions            | Abstentions                                            | 102 643 | 46,00 |       |        |               |  |  |
| Inscrits/Participation | Inscrits/Participation                                 | 223 512 | 54,00 |       |        |               |  |  |

## Réactions
La candidate du Parti communiste (KPÖ) Elke Kahr déclare que : « Le résultat est en fait plus que surprenant ».
Le maire sortant de la ville, Siegfried Nagl (ÖVP) a quant à lui déclaré : « Nous devons tous d'abord digérer cela ».
Le chancelier Sebastian Kurz (ÖVP) déclare : « Cela devrait donner à réfléchir que les communistes puissent gagner une élection en Autriche ».
Le chef local du FPÖ à Graz se dit « déçu » par les habitants de Graz, ajoutant : « On dit que l’électeur a toujours raison, mais maintenant je n'en suis plus sûr. »

## Analyses

Cartes des résultats par partis.

Le succès du KPÖ s'expliquerait par l’engagement de longue date des communistes sur les questions sociales, notamment le logement. Le KPÖ a ainsi lancé un centre d’appel d’urgence pour les locataires et mène des combats juridiques contre les marchands de sommeil et les gros propriétaires commerciaux. La candidate du parti Else Kahr estime que « certains font des promesses quelques semaines avant les élections. Nous, nous sommes là tous les jours et depuis des années pour les gens, surtout pour les plus démunis ». Selon la politologue Manès Weisskircher, un autre facteur a été déterminant : « Un aspect important de la crédibilité du KPÖ local est l'engagement personnel des élus. Des heures de travail intensives tout en renonçant à une partie de leur salaire. » Le KPÖ impose à ses élus un plafond salarial correspondant au salaire d'un ouvrier qualifié, les conduisant à reverser généralement les deux tiers de leurs indemnités.